# Мануел Тагуеня
Мануел Тагуеня Лакорте (на испански: Manuel Tagüeña Lacorte) е испански полковник от Гражданската война в Испания.

## Биография
Преди Гражданската война в Испания е член на социалистическата младеж и учи математика и физика в Мадридския университет. През юли 1936 г. ръководи колона на милицията на фронта Сомосиера, през август на фронта Тахо и участва в отбраната на Мадрид. Тагуеня се присъединява към Комунистическа партия на Испания през ноември 1936 г. и е един от първите командири на смесените бригади. Издига се в редиците от рота до командир на армейски корпус и е повишен в полковник. Той е един от републиканските командири при отстъплението от Арагон. В битката при Ебро и в офанзивата в Каталония. Ръководи XV армейски корпус на армията на Хуан Модесто на Ебро. След преврата на Касадо през март 1939 г. Мануел Тагуеня бяга през летището Monòver във Франция.
След войната се установява в Мексико, напуска комунистическата партия и умира в изгнание през 1971 г.